# Michael Rauchenwald
Michael Rauchenwald (* 19. Juni 1955 in Klagenfurt am Wörthersee) ist ein österreichischer Urologe und Universitätsdozent. Seit April 2004 ist er Vorstand der Abteilung für Urologie und Andrologie im Sozialmedizinischen Zentrum Ost – Donauspital.

## Leben
Michael Rauchenwald wurde als Sohn des Vorstandes der Abteilung für Urologie am Landeskrankenhaus Klagenfurt, Karl Rauchenwald, geboren. Er maturierte und absolvierte 1974 bis 1982 ein Medizinstudium an der Medizinischen Fakultät der Karl-Franzens-Universität in Graz. Im Anschluss war er von 1983 bis 1989 Assistenzarzt an der Universitätsklinik für Chirurgie, Departement für Herzchirurgie, Gefäßchirurgie, Allgemeinchirurgie und Urologie sowie am Institut für Pathologie Graz und der II. Medizinische Abteilung im Landeskrankenhaus Klagenfurt.
1983 bis 1987 war er Lehrbeauftragter für medizinische Fächer an der Bundesanstalt für Leibeserziehung in Graz und von 1987 bis 1992 war er Lehrbeauftragter für Funktionelle Anatomie und Physiologie am Institut für Sportwissenschaften der Karl-Franzens-Universität Graz.
1989 wurde er Facharzt und Oberarzt in der Universitätsklinik für Chirurgie bzw. Urologie Graz und von 1992 bis 1993 folgte ein Forschungsaufenthalt an der Johns Hopkins University in Baltimore und an der University of Virginia in Charlottesville. 1994 erfolgte die Verleihung der Lehrbefugnis als Universitätsdozent für Urologie.
1996 bis 2004 war er Vorstand der Urologischen Abteilung des Landesklinikums St. Pölten und seit April 2004 ist er Vorstand der Abteilung für Urologie und Andrologie am Sozialmedizinisches Zentrum Ost – Donauspital. In dieser Funktion folgte er Ulrich Maier nach.
Zudem ist er allgemein beeideter und gerichtlich zertifizierter Sachverständiger für Urologie.
Seine Forschungsschwerpunkte sind urologische Krebserkrankungen, Onkologie, Urologische Knopflochchirurgie, Laparoskopie, Erektionsstörungen, Urologische Steinerkrankungen und Kinderurologie.
Er ist 20-facher Österreichischer Meister, Vize-Europameister und Senioren-Europameister in Wasserski sowie seit 1979 staatlich geprüfter Trainer, Michael Rauchenwald war auch Mitglied des österreichischen Jugend-Alpinski-Kaders.